# 世界マウンテンバイク・オリエンテーリング選手権
世界マウンテンバイク・オリエンテーリング選手権（せかいマウンテンバイク・オリエンテーリングせんしゅけん、World MTB Orienteering Championships）は国際オリエンテーリング連盟（IOF）によるマウンテンバイク・オリエンテーリングの世界選手権をかけた大会である。世界MTBオリエンテーリング選手権ともいう。最初の開催は2002年で、2004年以降は毎年開催されている。

## 実施種目
現行の大会プログラムは男女ともに以下のとおりである。
- 個人スプリント種目
- 個人ミドル種目
- 個人ロング種目
- リレー種目

## 開催地
| 回 | 年   | 日程        | 開催地                                                 |
| -- | ---- | ----------- | ------------------------------------------------------ |
| 1  | 2002 | 7月1-6日    | フォンテーヌブロー, フランス                           |
| 2  | 2004 | 10月19-23日 | バララット, オーストラリア                             |
| 3  | 2005 | 9月5-11日   | バンスカー・ビストリツァ, スロバキア                   |
| 4  | 2006 | 7月9-10日   | ヨエンスー, フィンランド                               |
| 5  | 2007 | 8月5-12日   | ヴィソチナ州ジュジャール・ナド・サーザヴォウ郡, チェコ |
| 6  | 2008 | 8月24-31日  | オストルダ郡, ポーランド                               |
| 7  | 2009 | 8月9-16日   | テルアビブ郊外, イスラエル                             |
| 8  | 2010 | 7月11-17日  | ヴィラ・レアル県モンタレグレ, ポルトガル               |
| 9  | 2011 | 8月20-28日  | ヴィチェンツァ, イタリア                               |
| 10 | 2012 | 8月20-25日  | ヴェスプレーム, ハンガリー                             |
| 11 | 2013 | 8月26-31日  | ラクベレ, エストニア                                   |
| 12 | 2014 | 8月24-31日  | ビャウィストク, ポーランド                             |
| 13 | 2015 |             | , チェコ                                               |
| 14 | 2016 |             | , ポルトガル                                           |